# Powiat moniecki

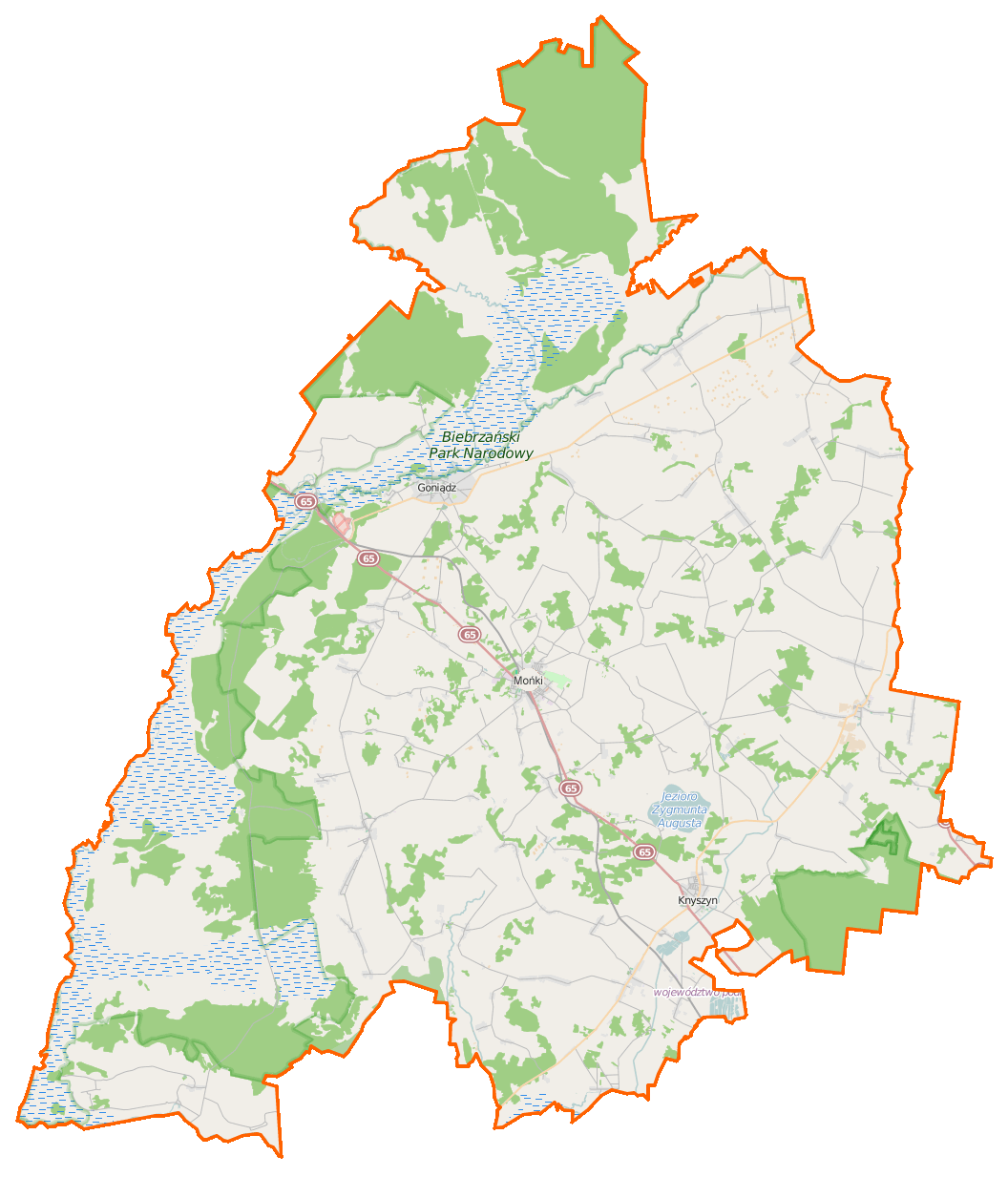
Mapa powiatu

Powiat moniecki – powiat w Polsce (województwo podlaskie), utworzony w 1999 roku w ramach reformy administracyjnej. Jego siedzibą jest miasto Mońki.
W skład powiatu wchodzą:
- gminy miejsko-wiejskie: Goniądz, Knyszyn, Mońki
- gminy wiejskie: Jasionówka, Jaświły, Krypno, Trzcianne
- miasta: Goniądz, Knyszyn, Mońki

Mieszka tu około 42 tysiące osób, czyli ok. 3,6% ludności województwa podlaskiego.
Teren powiatu odznacza się wieloma walorami przyrodniczymi i historycznymi. Ze względu na położenie geograficzne i warunki społeczno-gospodarcze posiada duże możliwości rozwoju rolnictwa i turystyki.
Według danych z 31 grudnia 2019 roku powiat zamieszkiwało 40 412 osób. Natomiast według danych z 30 czerwca 2020 roku powiat zamieszkiwało 40 251 osób.

## Położenie
Powiat moniecki leży na Nizinie Północnopodlaskiej, głównie na terenach Wysoczyzny Białostockiej i Kotliny Biebrzańskiej. Jego granice częściowo wyznaczają rzeki Lega, Biebrza i Narew.

## Historia
Obszar powiatu w pewnej mierze wchodził w skład staropolskiego powiatu goniądzkiego w ramach ziemi bielskiej (uwzględniając wcześniejsze, dynamiczne zmiany przynależności państwowej). Północno-zachodnia granica powiatu w znacznej mierze pokrywa się z analogiczną granicą dawnego obwodu białostockiego w ramach carskiej Rosji. Następnie obszar powiatu w okresie międzywojennym wchodził w większości w skład ówczesnego powiatu białostockiego w województwie białostockim. W okresie II wojny światowej znaczna część dzisiejszego powiatu została włączona do sowieckiego rejonu monieckiego (następnie przemianowanego na knyszyński).
Powiat moniecki został utworzony 1 kwietnia 1954 roku w województwie białostockim z obszarów wydzielonych z powiatu białostockiego. W chwili utworzenia składał się on z 2 miast i 5 gmin:
- miasta Goniądz i Knyszyn
- gminy Goniądz, Jaświły, Krypno, Trzcianne i Kalinówka

Powiat został zlikwidowany wraz z reformą administracyjną w 1975 roku, a ponownie powołany do życia został w 1998. Nowy powiat w znacznej mierze pokrywa się z poprzednią jednostką administracyjną, lecz ich granice nie są tożsame.

## Turystyka
Najważniejszym walorem turystycznym powiatu jest Biebrzański Park Narodowy. Związane są z nim liczne szlaki turystyczne, między innymi kajakowe.
W pobliżu miejscowości Osowiec-Twierdza znajduje się Twierdza Osowiec, zespół XIX-wiecznych carskich fortyfikacji. Obecnie jest ona częściowo odnowiona i dostępna do zwiedzania. Do rejestru zabytków wpisane są cztery forty. W jej sąsiedztwie biegnie także Carska Droga, dawniej o przeznaczeniu wojskowym, obecnie wykorzystywana przez miłośników natury.
Na terenie powiatu znajduje się szereg zabytkowych kościołów oraz budynków przykościelnych, między innymi w Knyszynie i w Kalinówce Kościelnej.
We wsi Morusy znajduje się dom pamięci po Włodzimierzu Puchalskim, polskim przyrodniku.

## Gospodarka
Ważną gałęzią gospodarki powiatu jest rolnictwo i przemysł spożywczy. W Mońkach znajdują się między innymi spółdzielnia mleczarska, piekarnie oraz zakłady zwierzęce, w Knyszynie zaś rozlewnia napojów.
W okolicach Biebrzańskiego Parku Narodowego funkcjonują obiekty hotelowo-gastronomiczne oraz agroturystyczne.

### Stopa bezrobocia
We wrześniu 2019 liczba zarejestrowanych bezrobotnych wynosiła 1 000 osób, a stopa bezrobocia 6,5%.

## Demografia

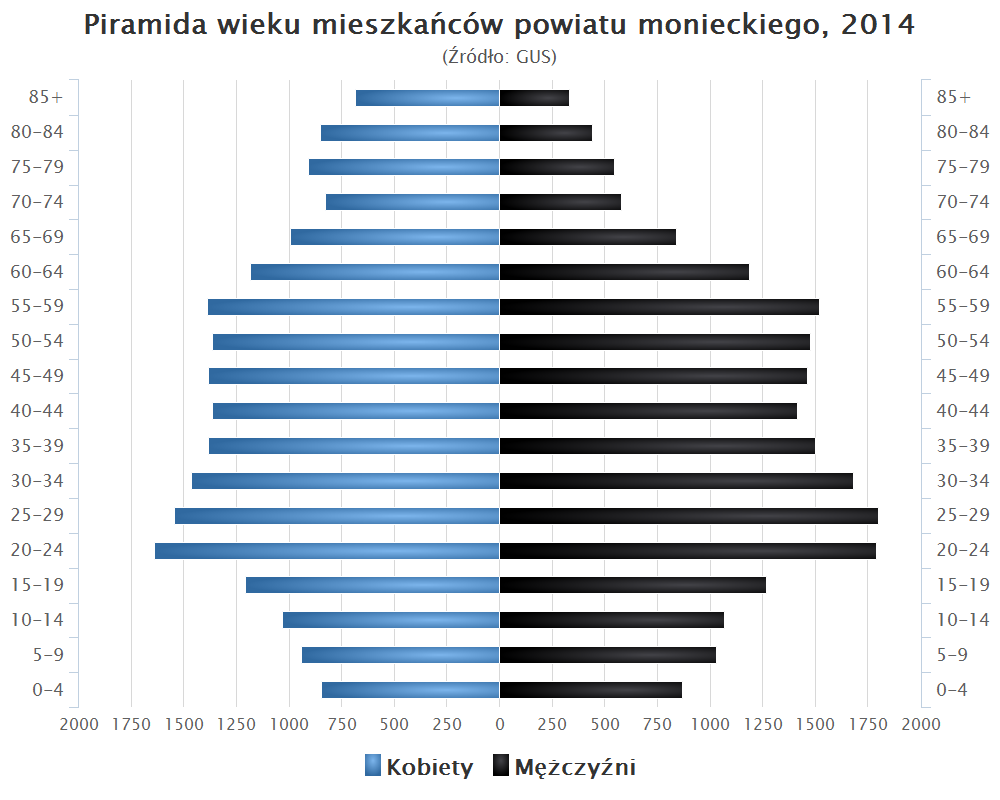
Piramida wieku mieszkańców powiatu monieckiego w 2014 roku

Liczba ludności (dane z 30 czerwca 2012):
|        | Ogółem | Ogółem | Kobiety | Kobiety | Mężczyźni | Mężczyźni |
| osób   | %      | osób   | %       | osób    | %         |           |
| ------ | ------ | ------ | ------- | ------- | --------- | --------- |
| Ogółem | 42 606 | 100    | 21 341  | 50,09   | 21 265    | 49,91     |
| Miasto | 15 184 | 35,64  | 7888    | 18,51   | 7296      | 17,12     |
| Wieś   | 27 422 | 64,36  | 13 453  | 31,58   | 13 969    | 32,79     |

▶Wieś vs ▶miasto
Ogółem (▶k, ▶m)
Miasto (▶k, ▶m)
Wieś (▶k, ▶m)

## Religia

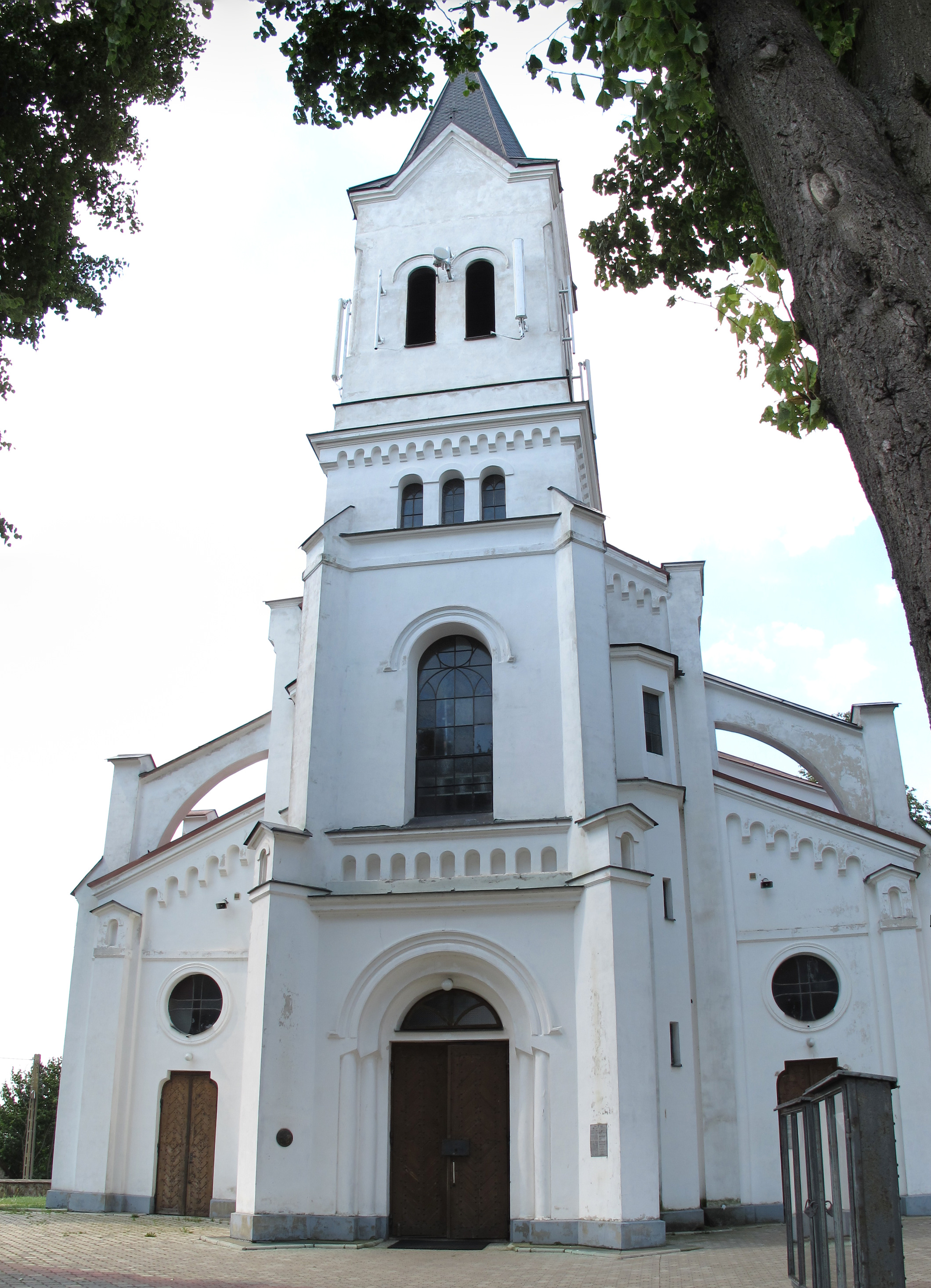
Kolegiata Narodzenia Najświętszej Maryi Panny w Krypnie

Zdecydowana większość mieszkańców powiatu to rzymscy katolicy. Parafia św. Agnieszki w Goniądzu została powołana już w pierwszej połowie XV wieku. Na terenie powiatu mają swoje siedziby dekanat Mońki i dekanat Knyszyn. Parafia pw. Wniebowstąpienia Pańskiego w Osowcu należy do dekanatu Grajewo, a parafia Świętej Trójcy w Jasionówce oraz parafia św. Jana Chrzciciela w Brzozowej do dekanatu Korycin.
We wsi Boguszewo istniała cerkiew prawosławna i unicka pod wezwaniem św. Paraskiewy, przeniesiona później na cmentarz w Knyszynie i zniszczona.
Przed II wojną światową na terenie powiatu żyły społeczności żydowskie. Zostały one zniszczone przez hitlerowców. W miejscowości Jasionówka znajduje się zabytkowy cmentarz żydowski. Inne mieszczą się w Trzciannem, w Goniądzu i w Knyszynie.

### Sanktuarium Matki Bożej Pocieszenia w Krypnie
We wsi Krypno Kościelne znajduje się Sanktuarium Matki Bożej Pocieszenia, wraz ze słynącym łaskami obrazem Matki Boskiej. W dniu odpustu, 8 września, wyruszają do niego pielgrzymki m.in. z Moniek i Białegostoku.

## Transport

### Transport kolejowy

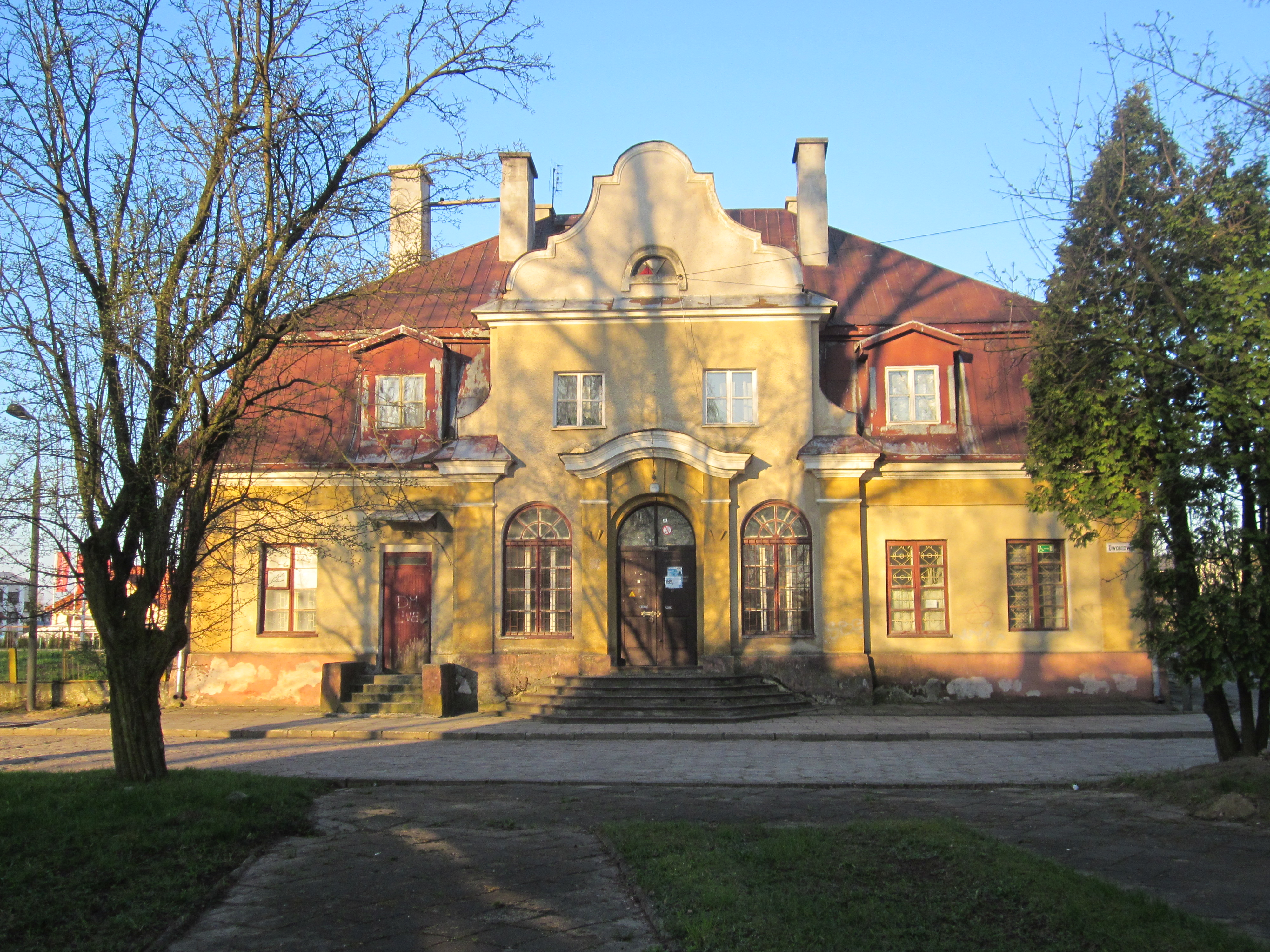
Stacja kolejowa w Mońkach

Przez powiat przechodzi linia kolejowa nr 38 (Białystok – Bartoszyce). Znajduje się przy niej sześć przystanków i stacji.

### Transport drogowy
Główną arterią powiatu jest droga krajowa nr 65, przebiegająca przez Osowiec-Twierdzę, Mońki i Knyszyn. Przez gminy Jaświły i Goniądz przebiega droga wojewódzka nr 670, a przez gminy Krypno, Knyszyn i Jasionówka - droga wojewódzka nr 671.
W 2011 roku na terenie powiatu zarejestrowanych (w tym czasowo) było 28390 pojazdów samochodowych i ciągników.
Transport autobusowy świadczą PKS Białystok, Kurier Jankowscy i inni przewoźnicy.

## Wojsko

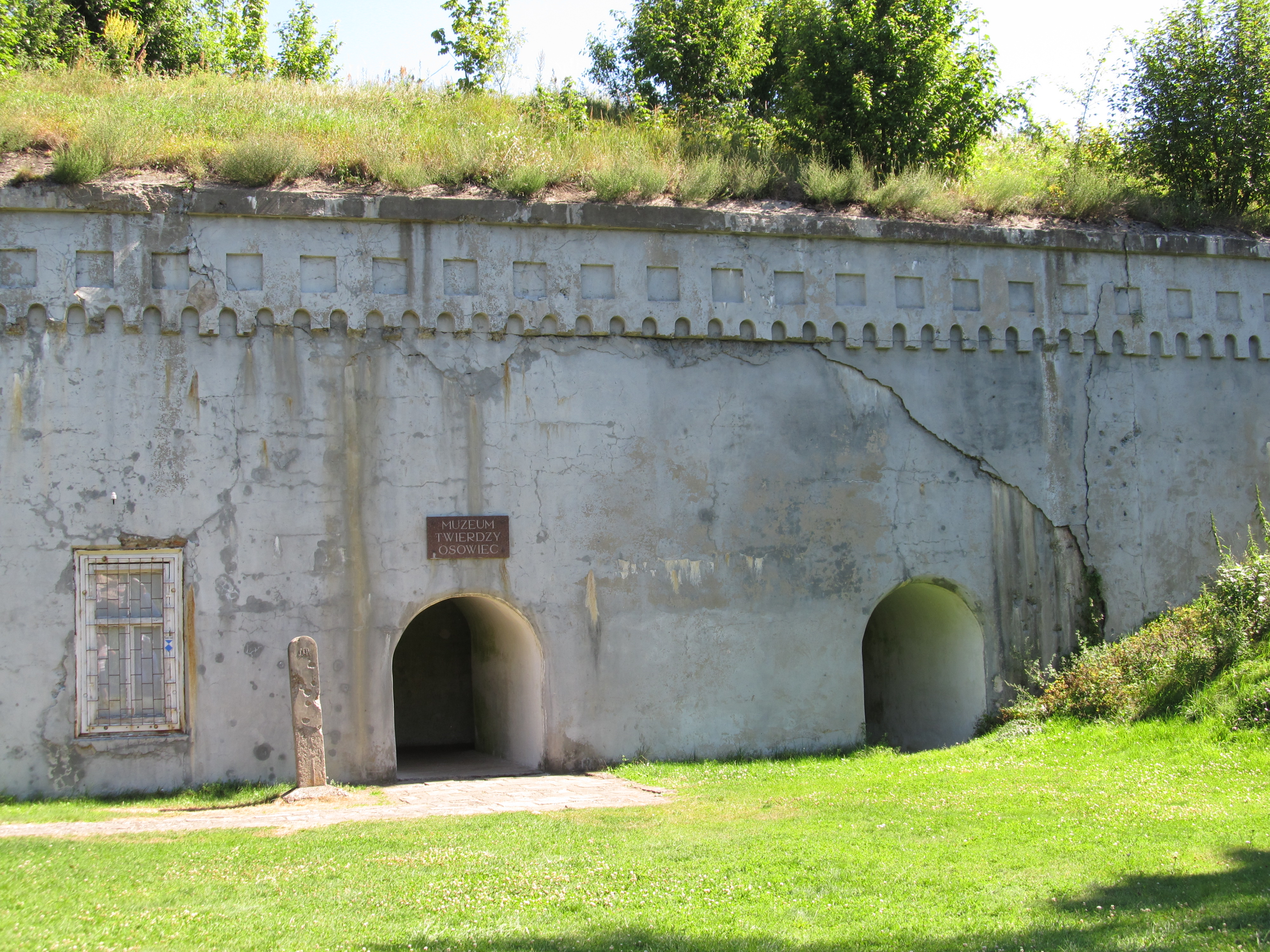
Twierdza Osowiec

Twierdza Osowiec już od momentu powstania stała się ważnym punktem obrony Cesarstwa Rosyjskiego. Oprócz niej, wojska rosyjskie stacjonowały także w Hornostajach. Po I wojnie światowej twierdzę obsadziło Wojsko Polskie. Po II wojnie światowej w Osowcu istniała Centralna Składnica Amunicji Wojsk Lotniczych, a następnie Skład Osowiec.
Obecnie, w Osowcu-Twierdzy znajduje się 11 Składnica Amunicji OSOWIEC.

## Środowisko naturalne
Północny i wschodni fragment powiatu obejmuje duża część unikatowych w skali Europy Bagien Biebrzańskich. Na południu znajduje się fragment Puszczy Knyszyńskiej. Najrozleglejszym zbiornikiem wodnym jest sztuczne Jezioro Zygmunta Augusta.

### Ochrona przyrody
Na terenie powiatu działają następujące formy ochrony przyrody:
Parki narodowe:
1. Biebrzański Park Narodowy

Obszary chronionego krajobrazu:
1. Obszar Chronionego Krajobrazu "Dolina Biebrzy I"

Rezerwaty przyrody:
1. Bagna Biebrzańskie
2. Rezerwat przyrody Czerwone Bagno

## Sąsiednie powiaty
- powiat augustowski
- powiat sokólski
- powiat białostocki
- powiat łomżyński
- powiat grajewski